# Marina militare di Serbia e Montenegro
La Marina militare di Serbia e Montenegro è stata la Marina della Repubblica Federale di Serbia e Montenegro ed è stata attiva per il breve periodo di vita della federazione, poco più di tre anni. Ha raccolto l'eredità della Jugoslavenska ratna mornarica (JRM) appartenente alla Repubblica Federativa Popolare di Jugoslavia. Dopo la dissoluzione della Jugoslavia la flotta di questa è stata divisa tra la Croazia, che ne ha ereditato una minima parte, e la nuova Federazione Jugoslava, divenuta nel 2003 Serbia e Montenegro.